# -itis
Die griechische Endung -itis, Plural -itiden (älteres Griechisch -ίτις, neueres -ίτιδα -ítida), bezeichnet meist eine entzündliche Krankheit, wie
- Adenitis – Drüsenentzündung
- Alveolitis – Entzündung der Lungenbläschen
- Angiitis – Gefäßentzündung
- Arthritis – Gelenkentzündung
- Appendizitis – Entzündung des Wurmfortsatzes des Blinddarms
- Arteriitis – Arterienentzündung
- Balanitis – Eichelentzündung
- Blepharitis – Lidrandentzündung
- Bronchitis – Entzündung der Bronchien
- Bursitis – Schleimbeutelentzündung
- Cheilitis – Lippenentzündung
- Cholangitis – Gallenwegsentzündung
- Cholezystitis – Gallenblasenentzündung
- Chorditis – Stimmbandentzündung
- Chorioiditis – Aderhautentzündung
- Dakryoadenitis – Tränendrüsenentzündung
- Dakryozystitis – Tränensackentzündung
- Dermatitis – Hautentzündung
- Diaphragmatitis – Zwerchfellentzündung
- Divertikulitis – Darmschleimhautentzündung
- Duodenitis – Zwölffingerdarmentzündung
- Endokarditis – Herzinnenhautentzündung
- Enteritis – Dünndarmentzündung
- Enzephalitis – Gehirnentzündung
- Encephalomyelitis disseminata (Multiple Sklerose) – chronisch-entzündliche Entmarkungserkrankung des zentralen Nervensystems
- Epididymitis – Nebenhodenentzündung
- Epiglottitis – Kehldeckelentzündung
- Fasciitis – Entzündung der Haut und Unterhaut
- Follikulitis – Haarbalgentzündung
- Gastritis – Magenentzündung
- Gingivitis – Zahnfleischentzündung
- Glossitis – Zungenentzündung
- Hepatitis – Leberentzündung
- Iritis – Regenbogenhautentzündung
- Kapsulitis – Gelenkkapselentzündung
- Karditis – Herzentzündung
- Keratitis – Hornhautentzündung
- Kolitis – Dickdarmentzündung
- Kolpitis (auch: Vaginitis) – Scheidenentzündung
- Konjunktivitis – Bindehautentzündung
- Labyrinthitis – Entzündung des Innenohrs und des Gleichgewichtsorgans
- Laryngitis – Kehlkopfentzündung
- Lymphadenitis – Lymphknotenentzündung
- Mastitis – Brustdrüsenentzündung
- Mastoiditis – Entzündung des Warzenfortsatzes
- Meningitis – Hirnhautentzündung
- Metritis – Gebärmutterentzündung
- Myelitis – Rückenmarksentzündung
- Myokarditis – Herzmuskelentzündung
- Myositis – Muskelentzündung
- Nephritis – Nierenentzündung
- Neuritis – Nervenentzündung
- Oophoritis – Eierstockentzündung
- Orchitis – Hodenentzündung
- Ösophagitis – Speiseröhrenentzündung
- Osteomyelitis – Knochenmarkentzündung
- Ostitis – Knochenentzündung
- Otitis – Entzündung des Ohrs
- Pankreatitis – Bauchspeicheldrüsenentzündung
- Papillitis – Entzündung einer Papille
- Parodontitis – Entzündung des Zahnhalteapparates
- Parotitis – Ohrspeicheldrüsenentzündung
- Perichondritis – Knorpelhautentzündung
- Perikarditis – Herzbeutelentzündung
- Periostitis – Knochenhautentzündung
- Peritonitis – Bauchfellentzündung
- Pharyngitis – Rachenentzündung
- Phlebitis – Venenentzündung
- Pleuritis – Rippenfellentzündung
- Posthitis – Vorhautentzündung
- Proktitis – Mastdarmentzündung
- Prostatitis – Prostataentzündung
- Pulpitis – Entzündung des Zahninneren
- Pyelitis – Nierenbeckenentzündung
- Rachitis – Knochenerkrankung
- Retinitis – Netzhautentzündung
- Rhinitis – Nasenschleimhautentzündung
- Sakroileitis – Entzündung der Kreuz-Darmbein-Gelenke
- Salpingitis – Eileiterentzündung
- Sebadenitis – Talgdrüsenentzündung
- Sialadenitis – Speicheldrüsenentzündung
- Sinusitis – Nasennebenhöhlenentzündung
- Skleritis – Lederhautentzündung
- Splenitis – Milzentzündung
- Spondylitis – Wirbelentzündung
- Spondylodiszitis – Wirbel- und Bandscheibenentzündung
- Staphylitis – Entzündung des Zäpfchens (Uvula)
- Stomatitis – Mundschleimhautentzündung
- Synovitis – Entzündung der Gelenkinnenhaut
- Syringitis – Entzündung der Ohrtrompete
- Tendinitis – Sehnenentzündung
- Tendovaginitis – Sehnenscheidenentzündung
- Thrombophlebitis – Venenentzündung mit Thrombenbildung
- Thyreoiditis – Schilddrüsenentzündung
- Tonsillitis – Mandelentzündung
- Tracheitis – Luftröhrenentzündung
- Typhlitis – Blinddarmentzündung
- Urethritis – Harnröhrenentzündung
- Vaginitis (auch: Kolpitis) – Scheidenentzündung
- Vaskulitis – Blutgefäßentzündung
- Vitritis – Glaskörperentzündung
- Zellulitis – Entzündung des Unterhautzellgewebes, oft aber fälschlich verwendet für Cellulite
- Zervizitis – Gebärmutterhalsentzündung
- Zystitis – Blasenentzündung

Es gibt aber auch Entzündungskrankheiten, deren Bezeichnung eine andere Endung hat, so z. B. die Pneumonie (Lungenentzündung).
Scherzhafte Übertragungen beziehen sich auf Verhaltensweisen, die als übertrieben und unpassend (also gewissermaßen „krankhaft“) empfunden werden: Apostrophitis, Telefonitis, Rederitis, Featuritis.
Der US-amerikanische Historiker Walter Laqueur brandmarkte 1981 den Widerstand gegen die Stationierung US-amerikanischer Atomwaffen in den Niederlanden als Hollanditis (Holländische Krankheit), die sich offenbar wie ein Virus verbreite. 